# Miguel de Ambiela
Miguel de Ambiela (Puebla de Albortón, Saragossa, 1665 - Toledo, 1733) fou un mestre de capella i compositor aragonès.
Fou mestre de capella de La Seu Vella de Lleida (1686), de la Jaca, i de la Basílica del Pilar de Saragossa de 1700 a 1707, any que anà a Toledo amb el mateix càrrec, que no deixà fins a la seva mort el 1733.
Va escriure nombroses obres de música religiosa, entre elles un Stabat Mater, que es conserven en algunes catedrals d'Espanya; en l'arxiu del Pilar de Saragossa, s'hi conservaven el 1859 vint d'aquestes.